# Mormonia antinympha
Mormonia antinympha är en fjärilsart som beskrevs av Jacob Hübner 1827. Mormonia antinympha ingår i släktet Mormonia och familjen nattflyn. Inga underarter finns listade i Catalogue of Life.